# Petrișor Morar
Petrișor Morar (n. 28 ianuarie1957) este un om politic român, fost deputat în legislatura 1990-1992..
Este membru fondator al primului partid politic postrevoluționar Frontul Democrat Roman (F.D.R.) din 20 decembrie 1989. În decembrie 1989 a fost ales vicepreședinte F.D.R., pentru ca din ianuarie 1990 să fie ales președinte al Frontului Democrat Roman.
Petrișor Morar a fost membru al Consiliului Național al Frontului Salvării Naționale (C.N.F.S.N.), membru la nivel național și județean, în C.P.U.N. (Parlament), este membru al Adunării Constituționale, membru al Consiliilor de politică externă  și de validare, membru al Biroului Executiv al Partidului Democrat Timiș, membru actual în Comisia Națională de Revizie și Control. În perioada 1996 - 1997 a fost membru in Consiliul Director al Partidului Democrat.
Deține funcția de Vicepreședinte al Consiliului Județean Timiș în perioada Decembrie 1989 – Ianuarie 1990, pentru ca în legislatura 1990 -1992 sa fie numit deputat, ales în județul Timiș pe listele Grupării Democratice de Centru, din care făcea parte Frontul Democrat Român.
În 1998 este vicepreședinte al Partidului Democrat Timiș și consilier județean în perioada 2000 – 2004. În perioada 2005 - 2006 a avut funcția de Secretar de Stat la Secretariatul de Stat pentru Problemele Revoluționarilor. Deține funcția de Secretar executiv al Partidului Democrat Liberal Timiș în 2005 iar în 2010 este ales vicepreședinte al Partidului Democrat Liberal Timiș.
Petrișor Morar este deținător al CERTIFICATULUI nr. 7773/01.09.1992 - LUPTĂTOR PENTRU VICTORIA REVOLUȚIEI ROMÂNE DIN DECEMBRIE 1989.
Din anul 2008 este numit Ambassador for Peace UPF.
Petrișor Morar excelează și ca un om de afaceri prosper.
Petrișor Morar este membru și asociat in diferite consilii de administratie, însă partea culturală este la loc de cinste astfel că este membru al societății Dante Alighieri dar și a altor asociații culturale.